# Lisa Siebel
Adele Lisa Siebel (* 2. Oktober 1919 in Recklinghausen; † nach 1944) war eine deutsche Schauspielerin und Conférencière.

## Leben und Leistungen
Die Tochter des Brauereidirektors Wilhelm Siebel und dessen Ehefrau Adele erhielt ihre künstlerische Ausbildung zu Beginn der 40er Jahre an der Folkwangschule in Essen. Anschließend zog Lisa Siebel nach München, wo sie seit 1942 an der Bühne (Staatstheater, Kammerspiele) auftrat. Auch nach dem Krieg blieb sie in der bayerischen Landeshauptstadt ansässig.
Die Filmkarriere Lisa Siebels währte nur kurz. Zwischen 1942 und 1944 war sie in fünf Spielfilmproduktionen zu sehen. Ihr Debüt gab sie unter der Regie von Hans H. Zerlett in der Hans-Moser-Komödie Einmal der liebe Herrgott sein. Es folgte Paul Mays Schmugglerdrama Die unheimliche Wandlung des Alex Roscher nach Curt Corrinth mit Rudolf Prack in der Titelrolle. Im Liebesdrama Melusine mit Olga Tschechowa spielte Siebel zwar eine größere Rolle, jedoch wurde der Film des linientreuen Regisseurs Hans Steinhoff gleich nach der Fertigstellung 1944 verboten und nicht mehr aufgeführt. Die Mitwirkung Siebels in Erich Engels Revuefilm Es lebe die Liebe mit Johannes Heesters und Lizzi Waldmüller blieb im Vorspann ungenannt. Ihre größte Filmrolle sollte zugleich auch ihre letzte werden: In Viktor Tourjanskys Kriminalfilm Orient-Express spielte sie als „Frau Dr. Geldern“ neben Siegfried Breuer, Rudolf Prack, Gusti Wolf und Paul Dahlke als ermittelndem Kommissar „Iwanowitsch“.
Nach dem Zweiten Weltkrieg trat Lisa Siebel noch eine Weile als Conférencière in Rudolf Schündlers Kabarett „Die Schaubude“ auf und begleitete die dortigen Spätvorstellungen. Lisa Siebel war mit dem Münchner Dienstleister und Privatpiloten Berndt Jessurun verheiratet.

## Filmografie (Auswahl)
- 1942: Einmal der liebe Herrgott sein
- 1943: Die unheimliche Wandlung des Alex Roscher
- 1944: Melusine
- 1944: Es lebe die Liebe
- 1944: Orient-Express